# Caesar (Familienname)
Caesar bzw. Cäsar ist ein deutscher Familienname.

## Herkunft und Bedeutung
Der Name Caesar ist eine latinisierte Form des Familiennamens Kaiser, die in der Renaissance mit dem aufkommenden Humanismus entstanden ist.
- Kulturkreis:

lat., Römischer Name

## Namensträger
- Adolph Caesar (1933–1986), US-amerikanischer Film- und Theaterschauspieler
- Aquilin Julius Caesar (1720–1792), österreichischer Historiker und Augustiner-Chorherr
- Arthur Caesar (1892–1953), rumänisch-amerikanischer Drehbuchautor
- Cajus Julius Caesar (* 1951), deutscher Politiker (CDU)
- Christoph Caesar (1540–1604), deutscher Pädagoge und Dichter
- Carl Julius Caesar (1816–1886), deutscher Philologe
- Claus Caesar (* 1967), deutscher Dramaturg
- Cornelis Caesar († 1657), Gouverneur von Niederländisch-Formosa
- Daniel Caesar (* 1995), kanadischer R&B-Sänger
- Gerhard Caesar (1792–1874), Senator in Bremen
- Gotthilf Caesar (1858–1932), deutscher Bildender Künstler
- Gus Caesar (* 1966), englischer Fußballspieler
- Hans-Joachim Caesar (1905–1990), deutscher Jurist und Bankmanager
- Irving Caesar (1895–1996), US-amerikanischer Songwriter
- Joachim Caesar (1901–1974), deutscher Agrarwissenschaftler, SS-Führer und Leiter der landwirtschaftlichen Betriebe im KZ Auschwitz
- Joachim Caesar (Übersetzer) (um 1580–1648), deutscher Jurist sowie Übersetzer französischer, italienischer und spanischer Literatur
- Johann Melchior Caesar (um 1648–1692), deutscher Komponist
- John Caesar (1763–1796), englischer Strafgefangener
- Julius Caesar (Richter) (1557–1636), englischer Richter und königlicher Regierungsbeamter
- Karl Caesar (Architekt) (1874–1942), deutscher Architekt und Hochschullehrer
- Karl Adolph Caesar (1744–1811), deutscher Philosoph
- Knud Caesar (* 1925), deutscher Pflanzenbauwissenschaftler
- Kurt Caesar (1906–1974), deutsch-italienischer Jazz- und Unterhaltungsmusiker sowie Comiczeichner
- Maria Cäsar (1920–2017), österreichische Widerstandskämpferin, KPÖ-Aktivistin und Zeitzeugin
- Nathanael Cäsar (1763–1836), deutscher Schulleiter und Lehrer
- Pablo Caesar (* 1980), polnischer Akrobat, siehe Caesar-Zwillinge
- Peter Caesar (1939–1999), deutscher Politiker (FDP)
- Philipp Caesar, reformierter Theologe des 17. Jahrhunderts
- Philippine Elisabeth Cäsar (1686–1744), erste Gemahlin des Herzogs Anton Ulrich von Sachsen-Meiningen
- Pierre Caesar (* 1980), polnischer Akrobat, siehe Caesar-Zwillinge
- Richard Caesar (* 1962), deutscher Filmregisseur, Drehbuchautor und Fotograf
- Rolf Caesar (* 1944), deutscher Volkswirt und Hochschullehrer
- Rudolf Otto Caesar (1840–1925), Geheimer Oberbaurat, Eisenbahnbaufachmann und Mitglied der königlichen Eisenbahndirektion
- Shirley Caesar (* 1938), US-amerikanische Sängerin
- Sid Caesar (1922–2014), US-amerikanischer Schauspieler
- Siegmundt Tobias Caesar (1763–1838), Senator in Bremen
- Syque Caesar (* 1990), US-amerikanisch-bangladeschischer Turner
- Troy Caesar (* 19924), Fußballspieler der Britischen Jungferninseln